# Aliança (escola de samba)
O Grêmio Recreativo Escola de Samba Aliança é uma escola de samba da cidade de Joaçaba.
Surgiu da necessidade de se criar uma agremiação carnavalesca na cidade, para fazer frente as duas outras já existentes e que viesse a honrar e elevar o nome da cidade. Então, no dia 07 do mês de outubro de 1994, nasceu e foi registrado, com as cores verde e branco, tendo como símbolo a pomba branca da paz. A escola possui seu barracão, quadra e sede social. Hoje ninguém mais duvida da capacidade da escola fazer grandes desfiles. Ao longo dos anos conquistou catorze campeonatos e nove vice-campeonatos. Uma de suas principais características é o luxo de suas fantasias e alegorias. É comum também a presença se artistas nacionais em seus desfiles. Seu nome é uma alusão a aliança entre os bairros que se agregaram para fundar a escola em 1994. Tricampeã em 2005, 2006 e 2007; perdeu a hegemonia em 2008, ficando em 3o lugar no desfile. Seu enredo foi "Um Beijo Por um Queijo". Contou com Paulinho Mocidade como puxador de samba, conhecido como o "Incendiario da Sapucaí". Voltou a vencer o carnaval em 2013. Em 2014 em uma disputa acirrada, termina o carnaval empatada com a Unidos do Herval. Em 2016 consagra-se pela primeira vez tetracampeã. Nos anos seguintes sagrou-se campeã isolada, conquistando o inédito feito de seis títulos em sequencia por seis anos. 

## História
A prefeitura de Joaçaba pretendia voltar a apoiar o carnaval na cidade, para isso foram feitos contatos com lideranças das Associações de bairros que participavam de gincanas interbairros e como blocos no carnaval. Os bairros Flor da Serra e Cruzeiro do Sul uniram-se e foram para a avenida com o nome de Unidos do Floresul. Mesmo com enormes dificuldades a escola foi campeã do carnaval de 1993 com o enredo “O Verde Vale da Alegria”, que tratava dos desbravadores, colonizadores, da estrada de ferro, o desenvolvimento e até do próprio carnaval. As fantasias confeccionadas com materiais simples e baratos davam ênfase nas cores azul e amarelo representando os bairros Cruzeiro do Sul e Flor da Serra. Para o carnaval de 1994 uniram-se mais três bairros e a escola mudou o nome para Unidos do Vale. O enredo escolhido foi “No Reino da Fantasia” que fazia uma sátira aos acontecimentos políticos. Mesmo sem ganhar o título a escola fez muito sucesso e assim em outubro de 1994 foi registrado o surgimento do Grêmio Recreativo Escola de Samba Aliança. O nome faz uma homenagem aos cinco bairros que se uniram para formar a escola. Ainda em 1994 o empresário Carlos Fett e seus irmãos Luiz e Izabel foram convidados a fazer parte da escola como seus patronos. Em uma primeira reunião decidiu-se o enredo de 1995: uma homenagem à artista plástica Jussara Duarte, por sugestão do próprio Carlos. Nesta mesma reunião decidiu-se pelas cores verde, resultado da fusão natural do azul e amarelo da antiga Floresul, e branco, cor predominante entre os bairros que deram origem a Unidos do Vale, e também a escolha da pomba como símbolo. Hoje a Aliança traz em seu brasão oficial uma pomba branca da paz com uma aliança no bico, e na sua cabeça uma coroa com cinco estrelas, uma para cada bairro que deu origem a agremiação.
Desde sua criação, a escola conquistou catorze títulos e começaria a bater de frente com a precursora do carnaval de Joaçaba. Contudo a partir de 2013 a Aliança dominou o carnaval de Joaçaba  Embora tenha dividido o título com a Unidos do Herval no ano de 2014, a escola conseguiu conquistar o feito inédito de seis títulos em sequencia durante seis anos (2013 - 2018).

## Títulos
- 1997: Na Ilha da Magia voando eu vi

A Aliança entrou na avenida sob forte chuva, e usando a capital de Santa Catarina como inspiração, contou a história, lendas e folclores da Ilha da Magia. Na apuração das notas, pela primeira vez com jurados vindos do Rio de Janeiro, foi declarada campeã do carnaval de Joaçaba pela primeira vez. A partir daí por coincidência do destino a chuva seria algo constante nos desfiles da Aliança.
- 1998: Preguiça e Cansaço: o sono não é pecado

Vasculhando o mundo do sonho a Aliança acordou na folia. Os cinco sentidos também foram abordados nesse enredo que deu à escola o seu segundo título. As belas fantasias e alegorias transmitiram de forma clara o enredo que parecia difícil de ser compreendido pelo público. O verde e branco era nesta época a grande marca dos desfiles que já contavam com grande luxo e acabamento impecável. Como na época só encerrava o desfile a escola campeã do ano interior a Aliança faz uma referência a este fato em seu samba: "Eu só vou dormir depois que a minha escola passar e a grande festa se acabar".
- 2003: Caá, cayguá, caa-y. Uma herança guarani

Após um jejum de quatro anos a Aliança voltou a vencer o carnaval. Usando a erva-mate como tema de seu enredo a escola fez da avenida uma grande roda de chimarrão. O verde e branco deu lugar a outras cores, e a pomba, símbolo da escola veio sentada, vestida a caráter e tomando um bom chimarrão. A chuva forte acompanhou todo o desfile, o que muitos diziam ter prejudicado a disputa do título. Mas a escola provou que é boa debaixo d'água e na apuração, resultado apertado: por uma diferença de meio ponto a Aliança foi tricampeã.
- 2005: Olha pra mim

Usando da escuridão, das cores, da visão e da ausência dela, o enredo "Olha pra mim" contou a história dos óculos. Colorindo os olhos do público com um banho de cores a Aliança impressionou na avenida. Com uma comissão de frente que é lembrada até hoje e um abra alas que trazia as cores surgindo do seio da escuridão a escola fez jus ao seu samba: "verde e branco é o show, com um sorriso no olhar estou, sou a luz dessa cidade de alegria e felicidade" e foi campeã perdendo apenas três décimos.
- 2006: Gostosa como um abraço

Contando a trajetória de sucesso de uma Família de imigrantes alemães, a Família Weege, homenageou o centenário das empresas da família, fazendo com que o público mergulhasse na história, como se dela parte fizesse, revivendo e aprendendo detalhes de um tempo que já passou, levando a cada um resgatar traços de seus antepassados. O sucesso do enredo já era sentido antes mesmo de a escola iniciar o desfile. Com milhares de bandeirinhas tremulando a avenida recebeu a Aliança. Muito luxuosa e tendo em seu samba um refrão contagiante (olêlêlêlêlê, a Aliança vem te abraçar, parabéns pra você, cem anos vamos festejar) após o desfile todos já sabiam: Aliança campeã.
- 2007: Não é azul, é "Al Zulaij". Moura pedra polida, verde, branca, multicolorida

A história do azulejo virou enredo nas mãos dos carnavalescos da Aliança e com muitas cores, brilho e luxo, mesmo desfilando sob forte chuva a escola contagiou mais uma vez a avenida. Começando com a lenda de que o homem também foi feito de barro, passou por chineses, assírios, árabes, portugueses e espanhóis até chegar ao Brasil por São Luiz no Maranhão. Usando a cantiga popular “se essa rua, se essa rua fosse minha”, surgiu a adaptação “se essa avenida fosse minha, eu mandava ladrilhar, de azulejos verde e branco, pra minha escola passar” que encantou o público. A Aliança ladrilhou a avenida de verde e branco e levou mais um título, o primeiro tricampeonato de sua história.
- 2009: Minha Cultura, Sua herança. Sou negro, Sou Aliança

Disposta a voltar ao posto de campeã a Aliança pisou forte na avenida. Com muita garra e humildade a comunidade mostrou empolgação e técnica. O luxo, marca principal da escola, voltou e se fez presente em todo o desfile. A beleza das fantasias e o luxo das alegorias impressionaram o público. Aplaudida de pé pelos jurados da cabine 4 e tendo feito um desfile que foi considerado o melhor de sua história pela diretoria, a escola saiu da avenida como grande favorita ao título. A comissão de frente do estreante Rafael Hoffelder e o casal de mestre e sala e porta bandeira, que deixarão a escola após este carnaval, foram os pontos fortes. A bateria do mestre Alexandre também bateu forte e contagiou o público que cantou o samba da escola o tempo todo. Foi um desfile que demonstrou a força da escola, que desde 2003 já levou cinco títulos em sete carnavais.
- 2010: Paraíso Imaginado, Eldorado Cobiçado

O Bicampeonato foi conquistado com um desfile considerado tecnicamente superior. Novamente a beleza e o luxo da Aliança encheram os olhos dos jurados. A Aliança levou à Avenida XV de Novembro 1,3 mil componentes, divididos em 17 alas e cinco carros alegóricos. Depois de um ano inteiro de trabalho, o tão esperado titulo de campeã do carnaval da Joaçaba foi confirmado mais uma vez. Dos 400 pontos máximos, a Aliança alcançou 399,3.
- 2013: Sou o sete... Meus mistérios não são tão sérios
- 2014: Tim Tim
- 2015: Se a canoa não virar eu chego lá
- 2016: A Verde e Branco é laranja
- 2017: Viajei... Jóias busquei... Com as pedras verdes sonhei!
- 2018: Elo de Amor

Com um desfile luxuoso, a escola apresentou um enredo sobre a história da aliança, um de seus símbolos. O desfile abordou lendas, magias e mitologias sobre o anel. Com 16 alas e 4 alegorias, o desfile agradou aos jurados e conquistou 157,2 pontos.  

## Carnavais
| Ano                                        | Colocação   | Enredo                                                                     | Carnavalesco       | Ref.        |
| ------------------------------------------ | ----------- | -------------------------------------------------------------------------- | ------------------ | ----------- |
| 1994                                       | Vice-campeã | No Reino da Fantasia                                                       |                    |             |
| 1995                                       | Vice-campeã | Alô, Alô, cadê Juju?                                                       | Lola               |             |
| 1996                                       | Vice-campeã | À Noite todos os gatos são pardos                                          | Maria Augusta      |             |
| 1997                                       | Campeã      | Na Ilha da Magia, voando eu vi                                             | Márcio Marchetti   |             |
| 1998                                       | Campeã      | Preguiça e cansaço: o sono não é pecado                                    | Márcio Marchetti   |             |
| 1999                                       | Vice-campeã | Com a alma lavada na avenida                                               | Márcio Marchetti   |             |
| 2000                                       | Vice-campeã | Um, Dois, Três. Conte outra vez                                            | Márcio Marchetti   |             |
| 2001                                       | Vice-campeã | O Ouro Dos Maués                                                           | Lola               |             |
| Em 2002 a escola não participou o desfile. |             |                                                                            |                    |             |
| 2003                                       | Campeã      | Caá, caigüá, caá-y... Uma herança guarany                                  | Lola               |             |
| 2004                                       | Vice-campeã | De boca em boca eu vou                                                     | Lola               |             |
| 2005                                       | Campeã      | Olha pra mim                                                               | Lola e Carlos Fett |             |
| 2006                                       | Campeã      | Gostosa Como Um Abraço                                                     | Lola e Carlos Fett |             |
| 2007                                       | Campeã      | Não É Azul. É "Al Zulayj" Moura Pedra Polida. Verde, Branca, Multicolorida | Lola e Carlos Fett |             |
| 2008                                       | 3º lugar    | Um Beijo Por Um Queijo                                                     | Lola e Carlos Fett |             |
| 2009                                       | Campeã      | Minha Cultura, sua herança. Sou Negro. Sou Aliança.                        | Lola e Carlos Fett |             |
| 2010                                       | Campeã      | Paraíso Imaginado, Eldorado Cobiçado                                       | Carlos Fett        |             |
| 2011                                       | Vice-campeã | Tic Tac                                                                    | Carlos Fett        |             |
| 2012                                       | Vice-campeã | Em três minutos                                                            | Carlos Fett        |             |
| 2013                                       | Campeã      | Sou o sete... Meus mistérios não são tão sérios                            | Carlos Fett        |             |
| 2014                                       | Campeã      | Tim Tim                                                                    | Carlos Fett        | [ 1 ] [ 2 ] |
| 2015                                       | Campeã      | Se a canoa não virar eu chego lá                                           | Carlos Fett        | [ 3 ]       |
| 2016                                       | Campeã      | A Verde e Branco é Laranja                                                 | Carlos Fett        |             |
| 2017                                       | Campeã      | Viajei... Jóias busquei... Com as pedras verdes sonhei!                    | Carlos Fett        |             |
| 2018                                       | Campeã      | Elo de Amor                                                                | Carlos Fett        | [ 4 ]       |
| 2019                                       | Vice-campeã | A Aliança viaja no sonho de momo e anuncia: seja mais um rei nessa folia   | Carlos Fett        | [ 5 ]       |
| 2020                                       | Campeã      | O país do Carnaval antes mesmo de Cabral                                   |                    | [ 6 ] [ 7 ] |